# ME-QR
ME-QR est un service de génération de codes QR développé par ME TEAM LTD. L’entreprise a été fondée en 2021 par Ivan Melnychuk, qui en est également le directeur général (CEO),.

## Vue d'ensemble
ME-QR a été fondée en 2021 par Ivan Melnychuk dans le cadre de ME TEAM LTD. Depuis son lancement, l'entreprise est devenue un fournisseur mondial de services de génération de codes QR,.
Elle propose ses services aux États-Unis, en France, en Espagne, en Allemagne, en Inde, en Indonésie, en Thaïlande, au Vietnam, au Mexique, en Malaisie et au Brésil.
ME-QR est spécialisée dans la création de codes QR universels pour un usage professionnel et personnel,. La plateforme permet aux utilisateurs de générer des codes QR via son site web,.